# Mickybo et moi
Pour plus de détails, voir Fiche technique et Distribution.
Mickybo et moi (Mickybo and Me) est une comédie dramatique franco-britannique de Terry Loane sortie en 2004.
Elle est tirée de la pièce de théâtre, Mojo Mickybo d'Owen McCafferty.

## Synopsis
Le film offre une histoire de deux garçons, l’un catholique (Mickybo), l’autre protestant (Jonjo).
Grandissant à Belfast durant la dangereuse période du conflit nord-irlandais, les enfants se passionnent pour le western américain Butch Cassidy et le Kid et décident de fuir leur ville pour partir en Australie.

## Fiche technique
- Titre original : Mickybo and Me
- Titre français : Mickybo et moi
- Réalisation et scénario : Terry Loane
- Photographie : Roman Osin
- Montage : Scott Thomas
- Musique : Stephen Warbeck
- Pays de production :  Irlande du Nord,  France
- Langue originale : anglais
- Format : couleur
- Genre : comédie dramatique
- Durée : 95 minutes
- Dates de sortie :
  - Royaume-Uni : août 2004 (Festival international du film d'Édimbourg)

## Distribution
- John Joe McNeill : Mickybo
- Niall Wright : Jonjo
- Julie Walters : maman de Mickybo
- Ciarán Hinds : papa de Jonjo
- Gina McKee : maman de Jonjo
- Adrian Dunbar : papa de Mickybo

## Nominations
- Festival international du film d'Édimbourg
- Irish Film and Television Awards